# Піанізм
Піані́зм (від італ. piano, скорочене від pianoforte або fortepiano) — мистецтво гри на фортепіано. 
Зародження піанізму відноситься до 2-ї половини XVIII століття, коли почали формуватися дві школи піанізму — віденська (В. А. Моцарт та Й. Н. Гуммель, Л ван Бетховен, пізніше К. Черні та його учні) і лондонська (М. Клементі і його учні, зокрема Дж. Філд). Розквіт піанізму пов'язаний з виконавською діяльністю Ф. Шопена та Ф. Ліста. 
У піанізмі 2-ї половини XIX століття — початку XX століття провідне місце посіли представники шкіл Ф. Ліста (Х. Бюлов, К. Таузіґ, А. Рейзенауер, Е. д'Альбер та ін), Т. Лешетицького (І. Падеревський, А. Єсіпова та ін), а також Ф. Бузоні, Л. Годовський, І. Гофман, пізніше А. Корто, А. Шнабель, В. Ґізекінґ, В. Горовиць, А. Б. Мікельанджеллі, Ґ. Ґульд та інші. 
На рубежі XIX—XX ст. виникає т. зв. анатомо-фізіологічна школа піанізму, яка справила деякий вплив на розвиток теорії піанізму (праці Л. Деппе, Р. Брейтхаупа, Ф. Штейнхаузена), однак великого практичного значення вона не мала. Значна роль в піанізмі післялістовського періоду належить російським піаністам А. Г. та Н. Г. Рубінштейнам, А. Єсіповій, С. Рахманінову і двом радянським школам — московській (К. Ігумнов, А. Гольденвейзер, Г. Нейґауз та їх учні — Л.Оборін, Г. Ґінзбурґ, Я. Флієр, Я. Зак, С. Ріхтер, Е. Ґілєльс) та ленінградській (Л. Ніколаєв та його учні — М.Юдіна, В. Софроницький та ін.).
Українська фортепіанна школа пишається випускником Київського училища, а потім консерваторії — Володимиром Горовицем, випускником Одеського училища, а потім консерваторії — Емілем Гілельсом.

## Джерело
Музыкальная энциклопедия : [в 6 т.] :  [рос.] / гл. ред. Ю. В. Келдыш. — М. : Советская энциклопедия : Советский композитор, 1973—1982. — (Энциклопедии. Словари. Справочники). (рос.)